# Little Sugar Loaf
Little Sugar Loaf är ett berg i republiken Irland.   Det ligger i grevskapet Wicklow och provinsen Leinster, i den östra delen av landet, 21 km söder om huvudstaden Dublin. Toppen på Little Sugar Loaf är 342 meter över havet, eller 253 meter över den omgivande terrängen. Bredden vid basen är 2,7 km. Little Sugar Loaf ingår i Wicklowbergen.
Terrängen runt Little Sugar Loaf är kuperad västerut, men österut är den platt. Havet är nära Little Sugar Loaf åt nordost. Närmaste större samhälle är Dún Laoghaire, 14,7 km norr om Little Sugar Loaf. 